# The time (dirty bit)
«The Time (Dirty bit)» —en español: "El tiempo (poco sucio)"— es una canción del grupo estadounidense The Black Eyed Peas, incluida en su sexto álbum de estudio The Beginning. El 21 de octubre de 2010 fue publicada en Vevo y Dipdive como una nueva canción del grupo y el 5 de noviembre del mismo año fue lanzada como el primer sencillo del álbum.
La canción es una mezcla de pop, hip-hop con techno y además su coro (cantado por Will.i.am y Fergie) es un sample de  "(I've Had) The Time of My Life" de Dirty Dancing. El sencillo fue positivamente criticado por importantes críticos musicales, quienes la nombraron como de nueva generación, con un ritmo potente y positivo.
En cuanto a listas musicales, fue notablemente exitoso, pues encabezó las listas prácticamente en todo el mundo, principalmente en países europeos y sudamericanos. En las listas Billboard obtuvo igualmente buenos puestos, el más notable de ellos fue su cuarto lugar en los Billboard Hot 100. Su logro más impresionante fue, en su primer día de lanzamiento, irse dierectamente al lugar #1 en iTunes tanto en Estados Unidos, como en Francia, obteniendo un récord de descargas certificadas con multiplatino.

## Composición
El coro de "The Time (Dirty Bit)" contiene el sample de "(I've Had) The Time of My Life", originalmente interpretado por Bill Medley y Jennifer Warnes en la película de 1987 "Dirty Dancing". La canción muestra a los miembros del grupo will.i.am y Fergie cantando y rapeando en una canción dance y techno beat.
Will.I.Am destacó haber compuesto a la canción en la habitación de una hotel. Fue ahí en donde se le ocurrió la idea de combinar ritmos de la década de los 80's con electrónica moderna y algo techno. Las tonadas llevan Rap y Pop principalmente. El coro fragmentos son cantados por Will.I.Am y Fergie. Mientras que otros fragmentos y partes intermedias son cantadas por apl.de.ap. Taboo aparece solo como fondo en algunas partes.
Según Fergie, "Esta canción es la forma de celebrar un momento maravilloso de nuestras vidas. Hemos estado en gira por todo el mundo, ante la presencia de estadios llenos de personas que han venido a vernos. Es impresionante!, después de los conciertos salimos a un club o una disco y conocemos a los fans, esos son momentos que te llevas para siempre".
"Nunca sabes lo que vendrá después, por eso tienes que dar lo mejor de ti cada día" afirma Will.I.Am. "Quisimos captar esa sensación y hacer una canción para celebrar con los fans, porque sin ellos no estaríamos acá".
"Esta es una nueva era. Un nuevo inicio. Ahora viene el Peas World Domination. Pónganse sus cinturones gente (pea-ple) y disfruten de este nuevo viaje con Black Eyed Peas", dijo Taboo.

### Acusación de plagio
La canción ha sido comparada con producciones realizadas por el productor y disc jockey canadiense Deadmau5. Deadmau5 respondió a las acusaciones de plagio en su Facebook diciendo que él había notado las similitudes entre la canción y su remix de "You and I" de Medina. El productor dijo que tomó con beneplácito el uso de muestreo en la música electrónica.

## Recepción de la crítica
Simon Vozick-Levinson, de la revista Entertainment Weekly alabó la canción, pero sintió que no cumplió con las normas de los anteriores sencillos "Boom Boom Pow" y "I Gotta Feeling". Franke Previte, quien ganó un Óscar por escribir "(I've Had) The Time of My Life", felicitó a Black Eyed Peas Diciendo:" Simplemente me vuelve a confirmar que la canción está entre las generaciones. La canción ha pasado a la siguiente generación de una gran manera." Willa Paskin de New York, sin embargo, criticó la elección de la muestra y se mostró decepcionado con el coro, sintiendo que era "cazador en el resto de la canción".
Todd Martens de los Ángeles veces llamado "The Time (Dirty Bit)", "la canción más agresiva de parte del año".  Digital Spy 's Nick Levine hizo una revisión de tres estrellas de cinco, que no gusta la de muchos elementos que constituían la canción.  The Independent ' s Precio Simon también criticó a la toma de muestras en la pista, calificándolo como un intento de baja calidad para satisfacer a los oyentes.

Los críticos también señalaron las similitudes entre "The Time (Dirty Bit)" y obras de productor discográfico Deadmau5. El productor musical habla de las similitudes a través de su cuenta oficial de Facebook. Él comparó la canción Black Eyed Peas a la remezcla de " Tú y yo "de Medina, una canción que él produjo. "Yo sé que lo hi-hat... y el patrón se in.. así que me fui a mi carpeta de maestros, resquebrajó mi mezcla instrumental de "You and I 'la remezcla que hice para Medina... y no estaba otra vez, mirándome a la cara ". El productor declaró su satisfacción por la utilización del muestreo en la música electrónica, "No se trata de llamar a Black Eyed Peas en absoluto. Este es otro hecho real de interés que suelo encontrar sobre el muestreo y la música electrónica".

## Video musical
El video musical fue estrenado el 23 de noviembre de 2010 por medio de su canal en Vevo y Dipdive. Fue Dirigido por Rich Lee.
En el video aparece el Universo y poco a poco se van distinguiendo los planetas del Sistema Solar, entre ellos la Tierra, donde se adentra la imagen que llega a una ciudad moderna. En un callejón está cantando will.i.am el coro y Fergie aparece cantando su parte en un monitor que se crea en la cabeza de Will. De repente se ven en medio de una fiesta en la que Will es el DJ y todos bailan la canción mientras sus cuerpos se ven de una forma pixelada y electrónica.
En varias partes del video se aprecia como aparecen las imágenes pixeladas de los cuatro integrantes del grupo (las imágenes que aparecen en la portada del álbum The Beginning) y cuando un Playbook de BlackBerry apunta a ellas aparecen unos avatares en 3 dimensiones de los integrantes. Después Fergie canta la última frase y todo regresa al punto donde empezó.
En su tiempo, fue el video más visto de The Black Eyed Peas en Youtube, que en la actualidad ostenta más de 500,000,000 de visitas.

## Lista de canciones
| - Descarga digital 1. "The Time (Dirty Bit)" – 5:08 - Promo CD single 1. "The Time (Dirty Bit)" – 4:16 - CD single - Alemania 1. "The Time (Dirty Bit)" (Radio Edit) 2. "The Time (Dirty Bit)" (Main Version) | - The Time (Dirty Bit): Re-Pixelated — Digital Remix E.P. 1. "The Time (Dirty Bit)" [Afrojack Remix] - 7:53 2. "The Time (Dirty Bit)" [Zedd Remix] - 6:00 3. "The Time (Dirty Bit)" [Dave Audé Club Mix] - 7:16 4. "The Time (Dirty Bit)" [Felguk Remix] - 5:18 5. "The Time (Dirty Bit)" [Wideboys Full Club Remix] - 5:23 6. "The Time (Dirty Bit)" [Dj Derko & Dj Verdun Mixer Zone] - 4:48 |

## Lista de posiciones
"The Time (Dirty Bit)" debutó en el Canadian Hot 100 en el número ochenta y siete la semana del 5 de noviembre de 2010. La canción también debutó en el número cuarenta en el Billboard Pop Songs.
Dos semanas más tarde, la canción fue número uno en Canadá, siendo la tercera vez que el grupo lo logra en este país, con ventas de 31.000 descargas en una semana. La canción debutó en la primera posición en el UK Chart Dance, así como en la posición dos y diez en Nueva Zelanda y Australia, respectivamente. En la lista de sencillos de Irlanda, los Países Bajos y el Reino Unido, la canción ha alcanzado su mejor posición dentro de los diez primeros.
Entró en lugar 81 de los Billboard Hot 100 y en menos de un mes alcanzó el lugar número #4. Mientras encabezaba las listas en varios continentes. En Sudamérica obtuvo número #1 en prácticamente todo los países, excepeto en Bolivia, pues en ese país los charts no se cuentan. Cabe destacar que en su primer día de lanzamiento logró irse directamente al lugar #1 en iTunes de Estados Unidos, y más tarde obtendría el mismo logro en Francia, lugar en donde al canción obtuvo mayor éxito y reconocimiento.

## Posicionamiento en listas y certificaciones
| Lista (2010–11)                            | Mejor posición |
| ------------------------------------------ | -------------- |
| Alemania (Media Control AG)                | 1              |
| Australia (ARIA)                           | 1              |
| Austria (Ö3 Austria Top 40)                | 1              |
| Bélgica (Flandes) (Ultratop 50)            | 1              |
| Bélgica (Valonia) (Ultratop 50)            | 1              |
| Brasil (Billboard Hot 100 Airplay)         | 6              |
| Canadá (Hot 100)                           | 1              |
| Corea del Sur (Gaon International Singles) | 172            |
| Dinamarca (Tracklisten)                    | 5              |
| Escocia (The Official Charts Company)      | 1              |
| Eslovaquia (Rádio Top 100)                 | 1              |
| España (Top 100 Canciones)                 | 1              |
| Estados Unidos (Billboard Hot 100)         | 4              |
| Estados Unidos (Pop Songs)                 | 8              |
| Estados Unidos (Hot Dance Club Songs)      | 5              |
| European Hot 100                           | 4              |
| Finlandia (OFC)                            | 2              |
| Francia (SNEP)                             | 2              |
| Hungría (Dance Top 40)                     | 1              |
| Irlanda (IRMA)                             | 2              |
| Israel (Media Forest)                      | 1              |
| Italia (FIMI)                              | 1              |
| Japón (Japan Hot 100)                      | 8              |
| México (Monitor Latino)                    | 1              |
| Noruega (VG-lista)                         | 7              |
| Nueva Zelanda (Recorded Music NZ)          | 1              |
| Países Bajos (Dutch Top 40)                | 4              |
| Reino Unido (UK Singles Chart)             | 1              |
| Reino Unido (UK Dance Chart)               | 1              |
| República Checa (Rádio Top 100)            | 1              |
| Rumania (Romanian Top 100)                 | 91             |
| Suecia (Sverigetopplistan)                 | 9              |
| Suiza (Schweizer Hitparade)                | 1              |

| País           | Lista (2011)            | Posición |
| -------------- | ----------------------- | -------- |
| Australia      | ARIA Charts             | 28       |
| Bélgica        | Ultratop 40             | 15       |
| Chile          | Chile Top Singles       | 1        |
| España         | PROMUSICAE              | 14       |
| Estados Unidos | Billboard Hot 100       | 37       |
| Francia        | SNEP                    | 13       |
| Reino Unido    | Official Charts Company | 26       |

| País           | Organismo certificador | Certificación | Ventas  | Ref.   |
| -------------- | ---------------------- | ------------- | ------- | ------ |
| Alemania       | BVMI                   | Platino       | 300 000 | [ 56 ] |
| Australia      | ARIA                   | 3× Platino    | 210 000 | [ 57 ] |
| Bélgica        | BEA                    | Platino       | 30 000  | [ 58 ] |
| Dinamarca      | IFPI Dinamarca         | Oro           | 15 000  | [ 59 ] |
| España         | PROMUSICAE             | Platino       | 40 000  | [ 60 ] |
| Estados Unidos | RIAA                   | 3× Platino    | 3 000   | [ 61 ] |
| Francia        | SNEP                   | Platino       | 250 000 | [ 62 ] |
| Italia         | FIMI                   | Platino       | 30 000  | [ 63 ] |
| Nueva Zelanda  | RIANZ                  | Platino       | 15 000  | [ 64 ] |
| Reino Unido    | BPI                    | Platino       | 400 000 | [ 65 ] |
| Suecia         | GLF                    | 3× Platino    | 60 000  | [ 66 ] |
| Suiza          | IFPI Suiza             | 2× Platino    | 60 000  | [ 67 ] |

## Fecha de lanzamiento
| País           | Fecha                   | Formato          | Discográfica       |
| -------------- | ----------------------- | ---------------- | ------------------ |
| Alemania       | 5 de noviembre de 2010  | Descarga digital | Universal Music    |
| Australia      | 5 de noviembre de 2010  | Descarga digital | Universal Music    |
| Austria        | 5 de noviembre de 2010  | Descarga digital | Universal Music    |
| España         | 5 de noviembre de 2010  | Descarga digital | Universal Music    |
| Francia        | 5 de noviembre de 2010  | Descarga digital | Universal Music    |
| Italia         | 5 de noviembre de 2010  | Descarga digital | Universal Music    |
| Irlanda        | 5 de noviembre de 2010  | Descarga digital | Universal Music    |
| Japón          | 5 de noviembre de 2010  | Descarga digital | Universal Music    |
| Nueva Zelanda  | 5 de noviembre de 2010  | Descarga digital | Universal Music    |
| Noruega        | 5 de noviembre de 2010  | Descarga digital | Universal Music    |
| Países Bajos   | 5 de noviembre de 2010  | Descarga digital | Universal Music    |
| Portugal       | 5 de noviembre de 2010  | Descarga digital | Universal Music    |
| Suiza          | 5 de noviembre de 2010  | Descarga digital | Universal Music    |
| Reino Unido    | 5 de noviembre de 2010  | Descarga digital | Interscope Records |
| Brasil         | 9 de noviembre de 2010  | Descarga digital | Universal Music    |
| Canadá         | 9 de noviembre de 2010  | Descarga digital | Universal Music    |
| México         | 9 de noviembre de 2010  | Descarga digital | Universal Music    |
| Estados Unidos | 9 de noviembre de 2010  | Descarga digital | Interscope Records |
| Alemania       | 19 de noviembre de 2010 | Sencillo en CD   | Universal Music    |